# Murrayon nocentiniae
Murrayon nocentiniae är en djurart som tillhör fylumet trögkrypare, och som först beskrevs av Giuseppe Ramazzotti 1961.  Murrayon nocentiniae ingår i släktet Murrayon och familjen Macrobiotidae. Inga underarter finns listade i Catalogue of Life.